# Scoutisme dans le Massachusetts
Le scoutisme dans le Massachusetts comporte deux organisations créées dans les années 1910, une pour les garçons et une pour les filles. Celles-ci ont joué un rôle important dans l'histoire du scoutisme aux États-Unis[réf. souhaitée].